# Haraszti Sándor (újságíró)
Haraszti Sándor (Czinderybogád (ma Bogádmindszent), 1897. november 18. – Budapest, 1982. január 19.) újságíró, politikus.

## Élete
Haraszti Sándor gazdasági kocsis és Bodor Mária fia. Pécsett 1917-ben, a főreálban érettségizett, majd a vasútnál lett tisztviselő. A Tanácsköztársaság alatt a Vörös Hadseregben harcolt. 1919-ben a szocialista párt tagja lett. 1921-ben a Szerb-Horvát-Szlovén Királyságba emigrált, ahol a Bács-megyei Napló, illetve a Hírlap újságírójaként dolgozott. 1929-ben tért vissza Magyarországra. 1930-tól a kolozsvári Korunk című baloldali folyóirat budapesti munkatársa volt. Párttevékenységéért többször volt börtönben.
1945 és 1948 között a Szabadság című napilap szerkesztője, ezután az MDP KB Agitációs és Propaganda Osztályának helyettes vezetője volt. 1949-től az Athenaeum Könyvkiadó igazgatója lett. 1950. november 28-án letartóztatták és koholt vádak alapján halálra ítélték, ezt utóbb életfogytiglani börtönbüntetésre változtatták. 1954-ben rehabilitálták, és a Béke és Szabadság főszerkesztője lett. Az ezt követő időszakban a Nagy Imre körül csoportosuló reformerek egyik vezető egyénisége volt. 1955 októberében Vásárhelyi Miklóssal tiltakozó memorandumot kezdeményezett a kulturális élet korlátozása ellen. A memorandumot eredetileg 59-en írták alá, de utóbb többen visszavonták az aláírásukat és csak nyolcan tartottak ki: Aczél Tamás, Benjámin László, Déry Tibor, Haraszti Sándor, Losonczy Géza, Szervánszky Endre és Vásárhelyi Miklós. A memorandum következtében Vásárhelyi Miklóssal együtt kizárták a pártból.
1956 júliusában visszavették a pártba. 1956. október 31-től az új pártlapnak, a Népszabadságnak lett a főszerkesztője. Horváth Mártonnal ketten készítették annak a rádióbeszédnek fogalmazványát, amelyben Kádár János november 1-jén bejelentette az MSZMP megalakulását. 1956. november 4-én Nagy Imre csoportjával a jugoszláv követségre menekült, majd Snagovba (Románia) internálták. 1958. augusztus 19-én hat évi börtönre ítélték. 1960-ban kegyelmet kapott. Ezután 1980-ig az Akadémiai Kiadónál dolgozott.

## Művei
- Mi a fasizmus?; Pannonia Ny., Budapest, 1931 (Társadalmi Szemle könyvtára)
- Útikalandok a régi Magyarországon; vál., szerk. Haraszti Sándor, Pethő Tibor, bev., jegyz. Makkai László; Táncsics, Budapest, 1963 (Útikalandok)
- Befejezetlen számvetés; Magvető, Budapest, 1986 (Tények és tanúk)